# Limonium lausianum
Limonium lausianum är en triftväxtart som beskrevs av Sandro Alessandro Pignatti. Limonium lausianum ingår i släktet rispar, och familjen triftväxter. Inga underarter finns listade i Catalogue of Life.